# یوروک‌مزاری
یوروک‌مزاری (به ترکی استانبولی: Yörükmezarı) یک منطقهٔ مسکونی در ترکیه است که در سنان‌پاشا واقع شده‌است.